# کوگا مینه‌ایچی
کوگا مینه‌ایچی ((به ژاپنی: 古賀 峯) (۲۵ سپتامبر ۱۸۸۵ – ۳۱ مارس ۱۹۴۴) فرمانده کل قوا نیروی دریایی امپراتوری ژاپن بود.
وی برندهٔ جوایزی همچون نشان خورشید فروزان شده‌است.